# وارگیم راهبرد کلان

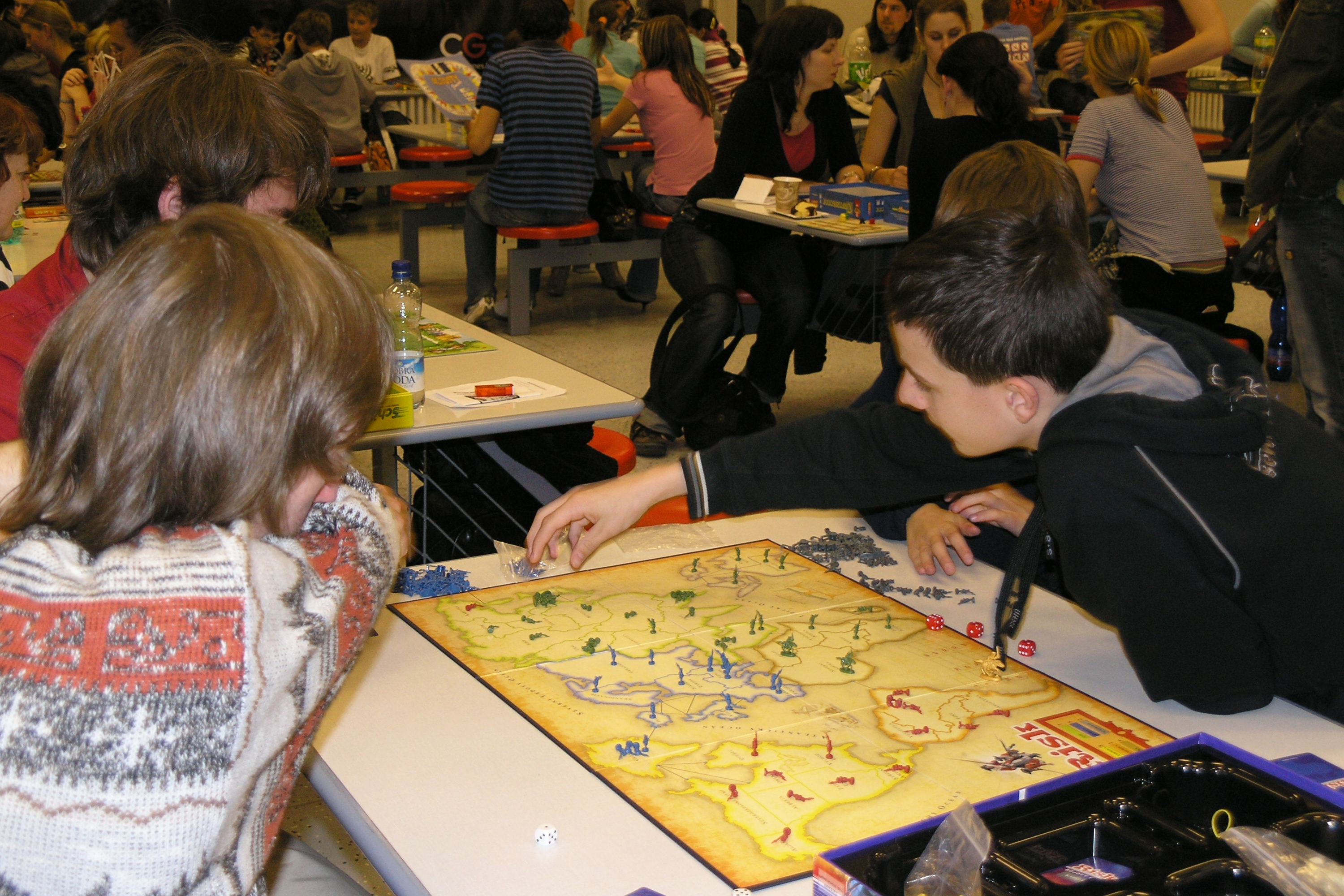
یک وارگیم رومیزی

وارگیم راهبرد کلان (انگلیسی: Grand strategy wargame) (CSG) یک ژانر وارگیم است که بر راهبرد کلان و راهبرد نظامی در حد به کارگیری منابع دولت ملی یا امپراتوری در بازی ویدئویی تمرکز دارد.

## بازی‌های ویدئویی
وارگیم راهبرد کلان معمولاً بر جنگ یا زنجیره‌ای از جنگ در بازه‌ای از زمان تمرکز دارد. واحدها و ارتش‌های جداگانه نشان داده نمی‌شوند؛ در عوض عملیت‌های انجام‌شده بیشتر نشان داده می‌شوند. نمونه‌ای از وارگیم‌های راهبرد کلان را می‌توان در بازی‌هایی مانند قلب‌هایی از آهن، یوروپا یونیورسالیس، پادشاهان صلیبی و جنگ تمام‌عیار مشاهده کرد.